# Literatura de Bahréin
La literatura de Baréin tiene una fuerte tradición en el país. La mayoría los escritores y poetas tradicionales escriben en árabe clásico ; entre los poetas contemporáneos que escriben en este estilo se incluyen a Ali al-Sharqawi (in)(ar), Qassim Haddad (in)(ar)(fa), Ebrahim Al-Arrayedh (in)(ar)(fa) y Ahmad Muhammed Al Khalifa.  En los últimos años, el número de poetas más jóvenes influenciados por la literatura occidental está aumentando; la mayoría escribe en verso libre o poesía en prosa y, a menudo, con un contenido político o personal.  Casi todas las publicaciones de poesía del país están en árabe, y rara vez se publica poesía en inglés sin requerir traducción previa.  Ali al-Sharqawi, un poeta condecorado desde hace mucho tiempo, es considerado por muchos como el icono literario de Bahréin.  La sociedad de escritores local del país, la Asociación de Escritores de Baréin (in)(ar), fue fundada en 1969.

## Historia
En agosto de 2004, el ex periodista bareiní Ali Al-Saeed publica un thriller de temática sobrenatural, titulado QuixotiQ. Esta fue la primera vez que un autor bahreiní publicó una novela directamente en inglés, sin necesidad de traducción.  En febrero de 2011, escritores, artistas e intelectuales bahreiníes firmaron una declaración declarando su solidaridad con el movimiento revolucionario egipcio . 

### Escritoras
La poesía fue la principal forma de literatura a la que se dedicaron las mujeres bareiníes durante el siglo XX. De hecho, se estima que una sexta parte de todos los poetas bareiníes entre 1925 y 1985 fueron mujeres. Entre las escritoras destacadas de la época, se encontraban Iman Asiri, Fatima al-Taytun (in)(ar), Fathiya 'Ajlan, Hamda Khamis (in)(fr)(ar) y Fawziyya al-Sindi (in)(ar)(gl)(pl). 
En la segunda mitad del siglo XX, tanto la prosa como la poesía en verso libre ganaron popularidad en el país, especialmente entre las mujeres. Sin embargo, no sería hasta 1969 cuando las escritoras finalmente empezaron a cultivar ambos géneros, con la publicación de Shazaya ( en árabe: شظايا‎, que significa "metralla") por parte de Hamda Khamis, su primera incursión en poesía. Por otra parte, Iman Asiri fue la primera persona en el país que escribió y publicó un poema en prosa a finales de la década de 1960. 

## Baréin en la literatura
El actual Baréin era el sitio de los territorios de Dilmun, que se menciona en la Epopeya de Gilgamesh . La leyenda también afirma que fue la ubicación del Jardín del Edén .   Baréin aparece también en la novela Finnegans Wake de James Joyce. La galardonada novela de Lucy Caldwell (in), The Meeting Point, también está ambientada en Baréin. 

## Principales escritores
- Ali Abdullah Khalifa: miembro fundador de la Asociación de Escritores de Baréin y ha publicado tres colecciones de poesía. [10]
- Ali Al Jallawi - poeta político y escritor.
- Ali al-Saeed: autor de tres de los libros más vendidos a nivel nacional y aclamados por la crítica; ganador del Premio Bareiní al Libro Sobresaliente del Año. [11]
- Ali Al Shargawi : poeta y autor veterano, con su poesía traducida a varios idiomas. [3]
- Ahmad Muhammed Al Khalifa: nacido en 1930, ha escrito poesía sobre el nacionalismo y el romance, con un total de cinco colecciones de poesía publicadas. [10]
- Attiya al-Jamri : famoso por su poesía religiosa sobre el Imam Hussain durante Muharram .
- Ebrahim Al-Arrayedh : apodado uno de los más grandes poetas de Baréin, su poesía es popular en todo el mundo árabe . [12]
- Ebrahim bin Mohammed Al Khalifa: nacido a mediados del siglo XIX, fue un poeta muy conocido en Baréin a principios del siglo XX y fue elogiado por Charles Belgrave (in) durante su mandato en el país. Su majlis en Muharraq se utiliza actualmente como centro de cultura e investigación. [13]
- Hamda Khamis: ampliamente reconocida como la primera poeta bahreiní. Publicó su primera colección de poemas en 1969.
- Qassim Haddad : es el líder de la Asociación de Escritores de Bahréin y uno de los poetas más famosos de Bahréin. Saltó a la fama por su poesía revolucionaria. [14]
- M. G. Darwish: novelista nominado al premio que escribe novelas y series de fantasía. [15]